# 187 av. J.-C.
Cette page concerne l'année 187 av. J.-C. du calendrier julien proleptique.

## Événements
- 2 décembre 188 av. J.-C. (15 mars 567 du calendrier romain) : début à Rome du consulat de Marcus Aemilius Lepidus et Caius Flaminius[1].
  - Procès en concussion intenté par les tribuns de la plèbe à Scipion l'Asiatique et à Scipion l'Africain, accusés d’avoir détourné de l’argent lors de la campagne en Asie. Le tribun Tibérius Sempronius Gracchus, pourtant son ennemi, obtient l’arrêt des poursuites contre Scipion l'Africain qui se retire à Linternum. Scipion l'Asiatique est condamné. Ses propriétés sont saisies mais il évite la prison[2].
  - Le Sénat romain doit renvoyer 12 000 colons latins de l’Urbs, en partie à la demande de leurs foyers d’origine[3].
  - La Via Æmilia est tracée en Italie de Placentia à Ariminum[4].
- 3 juillet : Antiochos III est tué alors qu’il tente de piller le temple de Bēl à Élymaïs pour payer sa dette aux Romains[5].
- 19 juillet : début du règne de Séleucos IV Philopator, roi de Syrie (fin en 175 av. J.-C.)[6]. Il tente sans succès de faire face à la progression de Rome et de Pergame en Asie.
- 3 septembre (21 décembre 567 du calendrier romain) : triomphe de Marcus Fulvius Nobilior pour sa victoire contre les Étoliens[1]. Les premiers concours athlétiques à la mode grecque sont organisés à Rome à cette occasion[7], ainsi que la première grande venatio, qui fait figurer des panthères et des lions[8].

## Décès en 187 av. J.-C.
- 3 ou 4 juillet : Antiochos III.